# Federación Neozelandesa de Ajedrez
La Federación Neozelandesa de Ajedrez (en inglés: New Zealand Chess Federation, NZCF) es el organismo nacional responsable de la gestión y la promoción de la práctica del ajedrez en Nueva Zelanda. Fue fundada en 1936 y la sede se encuentra en Auckland. Su presidente actual es Paul Spiller. Hay un vicepresidente. Forma parte de la Federación Internacional de Ajedrez (FIDÉ).
La Federación Neozelandesa de Ajedrez organiza un Campeonato de Nueva Zelanda de Ajedrez (New Zealand Chess Champioship).

## Organización

### Junta directiva
- presidente : Paul Spiller
- vicepresidente : Peter Stuart
- secretario : Bob Mitchell
- tesorero :

## Jugadores de ajedrez neozelandeses
- Michael Freeman
- Russel Dive